# Hage Geingob
Hage Gottfried Geingob (Otjiwarongo, 3 augustus 1941 – Windhoek, 4 februari 2024) was een Namibisch staatsman en van 21 maart 2015 tot aan zijn dood president van Namibië. Daarvoor was hij tweemaal premier van Namibië.

## Carrière
Geingob vervulde een belangrijke rol in de politieke partij Swapo als vertegenwoordiger in het buurland Botswana (1963–1964), en als indiener van verzoeken bij de Verenigde Naties (1964–1971) voor het verkrijgen van internationale erkenning van Swapo. In 1975 werd hij benoemd tot directeur van het VN Instituut voor Namibië in Lusaka. Hij leidde daar mensen op voor het bestuur van een onafhankelijk Namibië. Tijdens zijn periode in het buitenland studeerde hij in de VS aan de Temple University in Philadelphia, de Fordham University en The New School, beide in New York. Hij behaalde er een Master in Internationale Relaties. Later promoveerde hij aan de University of Leeds op het proefschrift State Formation in Namibia: Promoting Democracy and Good Governance.

### Onafhankelijkheid
In 1989 keerde Geingob terug naar Namibië als hoofd van Swapo's verkiezingscampagne voor de verkiezingen in november van dat jaar, die leidden tot de Grondwettelijke Raad van Namibië. Swapo werd de grootste partij en Geingob speelde als hoofd van de Raad een belangrijke rol bij het opstellen van de nieuwe constitutie en bij de verzoening tussen de verschillende politieke groeperingen.
Bij de onafhankelijkheid van Namibië op 21 maart 1990 werd hij Eerste Minister en vijf jaar later werd zijn termijn verlengd.
Op 27 augustus 2002 werd hij onverwachts ontslagen als premier door president Sam Nujoma en vervangen door Theo-Ben Gurirab. Nujoma bood hem wel het ministerschap van Regionaal Bestuur en Huisvesting aan, maar dit weigerde Geingob. Op 15 september geraakte hij niet herkozen in het politbureau van Swapo, wel zetelde hij nog steeds in het Centraal Comité van de partij.
In 2003 trok hij naar de Verenigde Staten om in Washington D.C. te gaan werken bij de NGO Global Coalition for Africa.
In 2004 deed hij mee aan de parlementsverkiezingen en won een zetel. 2007 werd het jaar van zijn terugkeer in de hoogste politieke regionen van Namibië. Op 18 april van dat jaar 2007 werd hij fractieleider van Swapo en enkele maanden later werd hij verkozen tot het politbureau van zijn partij. In november, een week voor het partijcongres, werd hij als enige door het politbureau verkozen tot kandidaat voor het vicevoorzitterschap van Swapo. Zodoende werd hij op het partijcongres van 27 november verkozen zonder enige oppositie. Op 8 april 2008 keerde hij terug in de regering, als Minister van Handel en Industrie.
Op het partijcongres van 2 december 2012 werd hij met 312 stemmen herkozen als vicevoorzitter van Swapo. Hij versloeg de andere twee kandidaten Jerry Ekandjo (220 stemmen) en Pendukeni Iivula-Ithana (64 stemmen). Door zijn positie als vicevoorzitter werd hij de presidentskandidaat van zijn partij voor de verkiezingen van 2014, nadat Hifikepunye Pohamba aan het eind van zijn tweede termijn grondwettelijk niet herkiesbaar was. 
Twee dagen na het partijcongres herschikte president Pohamba de regering waardoor Geingob zijn ministerportfolio van Handel en Industrie inruilde voor het premierschap. Door deze regeringsherschikking en herschikkingen binnenin Swapo kregen de vertrouwelingen van Geingob meer macht. In april 2013 vonden er met de aanwijzing van twee regionale gouverneurs en twee ministeriële adviseurs opnieuw enkele herschikkingen plaats die Geingob-getrouwen belangrijke posities schonken.

### Presidentschap
Op 21 maart 2015 werd Geingob met 87% van de stemmen de president van Namibië. Geingob was de eerste niet-Ovambo president. De Ovambo's zijn de grootste bevolkingsgroep van het land en spelen een dominante rol in Swapo en daarmee in de Namibische politiek. Geingob zelf was van Damara-afkomst en zijn presidentschap werd gezien als een teken dat Swapo en Namibië niet alleen door Ovambo's geregeerd worden.
Geingob werd vooral gesteund door intellectuelen en zakenlui. Hij werd gezien als een gematigd figuur die beleid centraal stelde. De keuze voor hem op het partijcongres van 2012 met 87% van de stemmen werd ook beschouwd als een vermindering van de macht in Swapo van nostalgische hardliners als Ekandjo en Iivula-Ithana. Politieke waarnemers verwachtten dat Geingob de fouten van Swapo tijdens de onafhankelijkheidsstrijd openbaar zou maken. Swapo sloot tijdens de strijd eigen leden die van spionage verdacht werden op in zogenaamde 'dungeons'. Geingob zou deze netelige kwestie reeds op een partijbureau besproken hebben. Geingob werd herkozen in 2019 met 56% van de stemmen, aanzienlijk minder dan de 87% van 2015.
In 2019 legden onderzoekers vast dat hogere ambtenaren en bestuurders van het Namibische ministerie van Visserij steekpenningen vroegen in ruil voor hogere vangstquota. Samherji, een van de grootste visbedrijven van IJsland, was hierbij betrokken. Dit schandaal werd bekend als Fishrot en leidde tot verontwaardiging in Namibië en IJsland, waar kiezers zich steeds meer zorgen maken over de mate van corruptie onder de zakelijke en politieke elites van hun land.
In april 2021 heeft het Organized Crime and Corruption Reporting Project (OCCRP) en The Namibian, het grootste dagblad in het land, gemeld dat Geingob betrokken was bij de Fishrot affaire. Volgens een bron in het OCCRP-onderzoek heeft Geingob aan James Hatuikulipi, de toenmalige voorzitter van het staatsvisserijbedrijf Fishcor, gevraagd om publieke middelen over te hevelen naar rekeningen van dekmantelbedrijven die door Swapo zijn opgericht. Tussen juli 2017 en november 2018 is zo’n US$ 4,5 miljoen overgemaakt. Dit geld is gebruikt om voor Geingob stemmen te kopen tijdens het verkiezingscongres van 2017.

## Overlijden
Geingob overleed in Windhoek op 4 februari 2024 op 82-jarige leeftijd als gevolg van kanker. Hij werd opgevolgd door vice-president Nangolo Mbumba. Geingob is bijgezet in een mausoleum op Heroes' Acre, even ten zuiden van Windhoek.
Sam Nujoma · Hifikepunye Pohamba · Hage Geingob · Nangolo Mbumba · Netumbo Nandi-Ndaitwah
- Gemeinsame Normdatei: 1155322517
- International Standard Name Identifier: 0000 0000 4627 0373
- Library of Congress Control Number: no2007005199
- Nederlandse Thesaurus van Auteursnamen: 301435847
- Réseau des bibliothèques de Suisse occidentale: 02-A013405085
- Virtual International Authority File: 36686055
- WorldCat: E39PBJhCJQrRd4wy3P4T3bwQv3